# Unnamed Memory
Unnamed Memory(언네임드 메모리)는 후루미야 쿠지의 일본 라이트 노벨 시리즈이다. 2012년 9월 소설 게시 웹사이트 소설가가 되자에서 시작되었다. 나중에 전격의 신 문예 각인으로 치비의 일러스트와 함께 시리즈를 출판한 아스키 미디어 웍스에 인수되었다. 이 시리즈는 2019년 1월부터 2021년 4월까지 6권으로 출판되었다. 코시미즈 나오키의 일러스트가 포함된 만화 각색은 2020년 9월부터 아스키 미디어 웍스의 전격 대왕 매거진에서 연재를 시작했다. 2023년 8월 현재 5개의 단행본으로 출판되었다. ENGI가 제작한 애니메이션 TV 시리즈는 2024년 4월 첫 방송될 예정이다.

## 미디어

### 라이트 노벨
이 시리즈의 작가는 후루미야 쿠지이다. 2012년 9월 소설가가 되자 소설 웹사이트에 연재된 웹 소설로 시작되었다. 이후 전격의 신문예 각인으로 치비의 일러스트가 포함된 시리즈를 출판한 아스키 미디어 웍스에 인수되었다. 제1권은 2019년 1월 17일에 출시되었다. 마지막 제6권은 2021년 4월 17일에 출시되었다.
2020년 7월, 예스 프레스는 이 시리즈의 영어 출판 라이선스를 취득했다고 발표했다.
Unnamed Memory: After the End라는 제목의 속편 시리즈가 2022년 2월 17일에 출판을 시작했다.